# Staroutkinsk
Staroutkinsk (russisch Староу́ткинск) ist eine Siedlung städtischen Typs in der Oblast Swerdlowsk in Russland mit 2969 Einwohnern (Stand 14. Oktober 2010).

## Geographie
Der Ort liegt etwa 90 km Luftlinie nordwestlich des Oblastverwaltungszentrums Jekaterinburg an der Westflanke des Ural. Er befindet sich am Fluss Tschussowaja, bei der Einmündung der Utka (im Oberlauf Dikaja Utka, Wilde Utka) von links und der Darja von rechts. Die Utka ist im Bereich des Ortes, knapp oberhalb der Mündung zum „Staroutkinsker Teich“ (Staroutkinski prud) angestaut.
Staroutkinsk ist Verwaltungszentrum des Stadtkreises Staroutkinsk, zu dem außerdem die Dörfer Kurja (3 km südöstlich), Utkinski Sawod (6 km südwestlich) und Wolyny (7 km südlich) gehören. Die Siedlung ist gemeindefrei, da es die entsprechende Verwaltungsebene (hier Stadtgemeinde/gorodskoje posselenije), wie in Russland in Stadtkreisen üblich, nicht gibt.

## Geschichte
Der Ort wurde in der ersten Hälfte der 1670er-Jahre von Altorthodoxen gegründet. Bedeutung erlangte er mit der Errichtung eines metallurgischen Werkes durch Akinfi Demidow im 18. Jahrhundert, nach dem Fluss Utkinski Sawod („Utka-Werk“) genannt. Es ging am 1. September 1729 in Betrieb und wurde mehrmals erweitert.
1749 wurde etwa 30 km südöstlich ein weiteres, zunächst staatliches, später in Besitz des Unternehmers Sawwa Jakowlew gelangtes Werk an einem anderen linken Tschussowaja-Nebenfluss namens Utka (auch Werchnjaja Utka, Obere Utka) angelegt. Zur Unterscheidung bürgerten sich für die zugehörigen Siedlungen die Bezeichnungen Utka Demidowa („Demidows Utka“) und Utka Jakowlewa („Jakowlews Utka“) ein; in der sowjetischen Periode wurden zunächst die entsprechenden Namen Staraja Utka („Alte Utka“) und Nowaja Utka („Neue Utka“) offiziell. Utka bedeutet im Russischen „Ente“, was sich auch im Wappen widerspiegelt; die Fluss- und Ortsnamen im Ural – es gibt noch weitere – haben aber etymologisch nichts mit den Vögeln zu tun.
Seit 1933 besitzt der Ort unter der heutigen Namensform den Status einer Siedlung städtischen Typs. Es gehörte zum Schalinski rajon mit Sitz im 35 km westlich gelegenen Schalja, bis es am 17. Dezember 1995 in eine eigenständige Verwaltungseinheit Siedlung Staroutkinsk (Possjolok Staroutkinsk) ausgegliedert wurde. Zum 1. Januar 2006 erhielt die Verwaltungseinheit den Status eines Stadtkreises.

### Bevölkerungsentwicklung
| Jahr | Einwohner |
| ---- | --------- |
| 1939 | 5952      |
| 1959 | 7079      |
| 1970 | 5340      |
| 1979 | 5445      |
| 1989 | 4420      |
| 2002 | 3241      |
| 2010 | 2969      |

Anmerkung: Volkszählungsdaten

## Verkehr
Staroutkinsk liegt an der Regionalstraße 65K-5803, die im gut 50 km südöstlich gelegenen Perwouralsk beginnt, in dessen Nähe Anschluss an die föderale Fernstraße R242 Perm – Jekaterinburg besteht, und weitwer nach Schalja führt. 6 km südwestlich der Siedlung befindet sich die Bahnstation Utkinski Sawod bei Kilometer 199 der 1916 als West-Ural-Eisenbahn eröffneten Strecke Kalino (bei Tschussowoi) – Kusino – Berdjausch. Eine Güteranschlussstrecke von dort zum metallurgischen Werk in Staroutkinsk wurde nach dessen Schließung in den 1990er-Jahren abgebaut.